# Општина Улиешти (Дамбовица)
Улиешти (рум. Ulieşti) општина је у Румунији у округу Дамбовица.
Oпштина се налази на надморској висини од 156 m.